# تيد فنسنت
تيد فنسنت (بالإنجليزية: Ted Vincent)‏ هو لاعب كرة قدم أمريكية أمريكي، ولد في 10 أغسطس 1956 في أوفالون في الولايات المتحدة.

## وصلات خارجية
- تيد فنسنت على موقع مرجع كرة القدم المحترفة.كوم (الإنجليزية)
- تيد فنسنت على موقع JustSportsStats.com (الإنجليزية)